# Josef Kepplinger (Bildhauer)
Josef Kepplinger (* 1. Juli 1849 in Sankt Peter am Wimberg; † 19. März 1898 in Ottensheim) war ein österreichischer Bildhauer des Historismus und Altarbauer.

## Leben
Kepplinger, Sohn eines Maurers, verdingte sich anfangs als Hüterbub und in der Landwirtschaft, anschließend absolvierte er eine Tischlerlehre. 1875/76 zog er nach Ottensheim, wo er eine Altarbauwerkstatt gründete, die etwa bis zu 50 Gesellen beschäftigte. Nach seinem Tod wurde die Werkstatt von seiner Witwe, Anna Kepplinger, und seinem ehemaligen Schüler Simon Raweder (1862–1941) weitergeführt. 1899 brannte sie ab und 1903 wurde sie aufgelöst.

## Werke

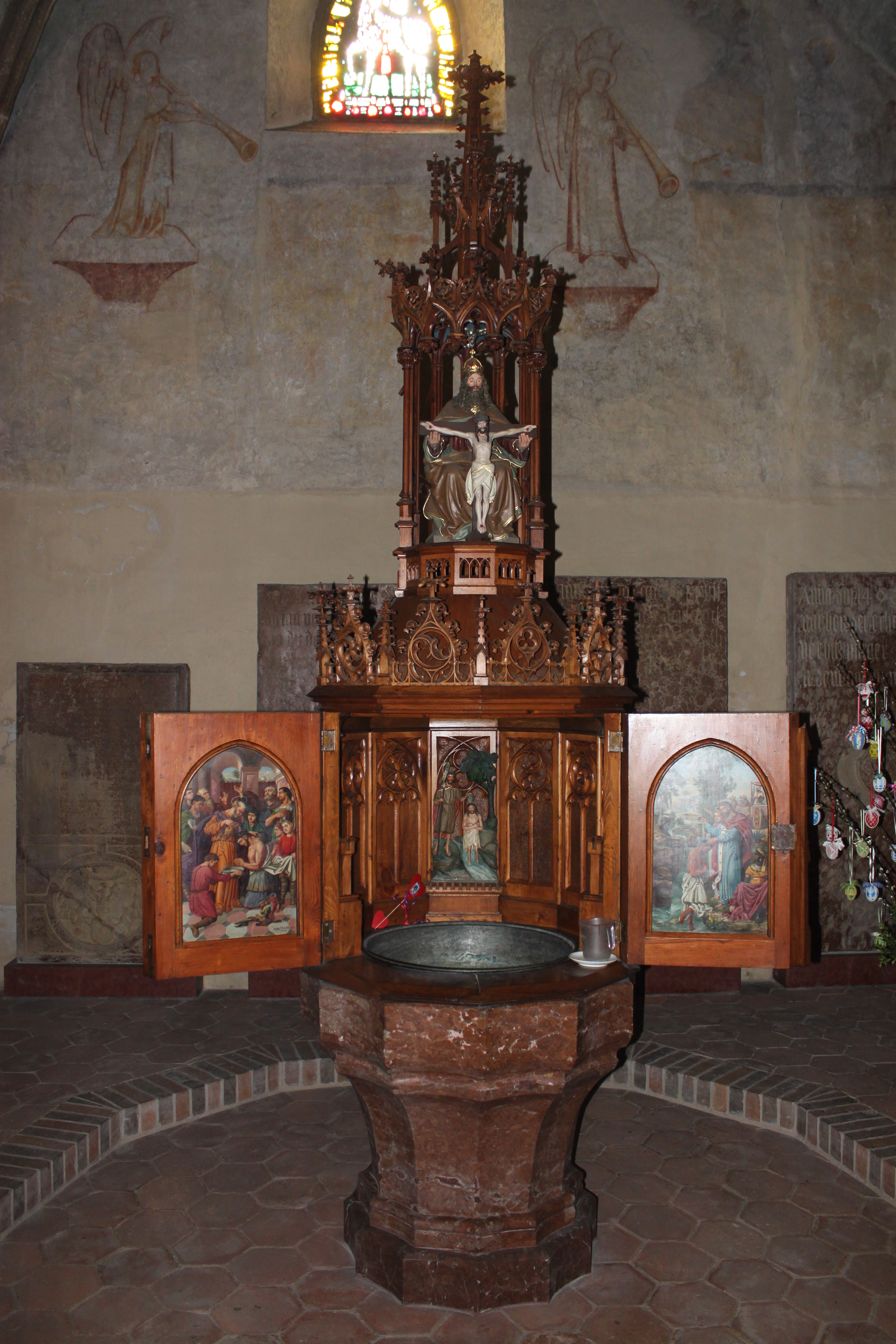
Taufbecken in der Pfarrkirche St. Stephan, Amstetten

- 1881 mit Ferdinand Andri: Neugotischer Hochaltar mit neobarocken Elementen in der Pfarrkirche Hafnerbach
- 1882 Hochaltar der Kirche Maria Steinparz bei Loosdorf
- 1886 Seitenaltäre in der Pfarrkirche Haunoldstein
- 1887 Seitenaltar der Wallfahrts- und Filialkirche Niederzirking
- um 1887 Stadtpfarrkirche Traun, Schnitzwerke und Orgelgehäuse[1]
- 1888 Hochaltar der Pfarrkirche Herzogsdorf
- 1888 Orgelgehäuse der Pfarrkirche Ottensheim
- 1888 Pfarrkirche Ysper (gesamte Ausstattung)
- 1888 Altäre der Pfarrkirche Neumarkt am Wallersee[2]
- 1889 Seitenaltäre und Aufsatz des Taufbeckens in der Pfarrkirche Amstetten-St. Stephan[3][4]
- 1889 Pfarrkirche Zeillern (gesamte Ausstattung)
- ab 1889 Pfarrkirche Goldwörth
- um 1899 Hochaltar der Pfarrkirche Wald in Pyhra
- 1892 Altäre und Figuren in der Pfarrkirche Wartberg ob der Aist
- 1893 Seitenaltäre der Wallfahrtskirche Maria Schutz am Bründl
- 1893/1894 Figuren und Kanzel der Pfarr- und Wallfahrtskirche Kaltenberg
- 1893 Hochaltar und 1896 Marienaltar der Pfarrkirche St. Gotthard im Mühlkreis[5]
- um 1895 Ausstattung der Pfarrkirche Obermixnitz
- 1896 Hochaltar der Pfarrkirche Heinrichs bei Weitra
- 1896 Hochaltar und Seitenaltäre der Pfarrkirche Haslach an der Mühl
- 1897 Hochaltar der Pfarrkirche Königswiesen
- 1898 ehemaliger Kanzelkorb, nun Volksaltar der Pfarrkirche Ried in der Riedmark
- Altäre, Kanzel und Chorgestühle der Pfarrkirche Gramastetten
- Hochaltar der Pfarrkirche Weinhaus
- Pfarrkirche St. Oswald bei Haslach
- Pfarrkirche Niederwaldkirchen